# Кукеларе
Кукеларе (на нидерландски: Koekelare) е селище в Северозападна Белгия, окръг Диксмойде на провинция Западна Фландрия. Населението му е около 8300 души (2006).